# Liv-Lilith Falk
Liv-Lilith Falk (* 24. Februar 2007 in Wien) ist eine österreichische Fußballspielerin. Seit Juli 2018 gehört sie dem First Vienna FC an.

## Karriere
Falk begann im Alter von elf Jahren in der Jugendmannschaft des First Vienna FC mit dem Fußballspielen. Mit Saisonbeginn 2021/22 rückte sie in die Zweitvertretung, dem First Vienna FC 1b, auf und debütierte für diese in der Future League. Ihr erstes von 14 Saisonspielen bestritt sie am 29. August 2021 (1. Spieltag) beim 4:1-Sieg im Heimspiel gegen den FC Bergheim 1b über 90 Minuten. Während dieser Zeit gehörte sie parallel an den Spieltagen 11 bis 18 dem Spieltagskader der ersten Mannschaft an und wurde an fünf Spieltagen in der Bundesliga eingesetzt. Ihre Premiere in der höchsten Spielklasse hatte sie am 6. April 2022 (12. Spieltag) beim 3:0-Sieg im Heimspiel gegen den USV Neulengbach von der ersten bis zur 68. Minute, bevor sie für Sofia Calvet aus dem Spiel schied. Ihr erstes Tor im Seniorinnenbereich gelang ihr am 28. Mai 2022 (18. Spieltag) beim 7:2-Sieg im Auswärtsspiel gegen den SKV Altenmark mit dem Treffer zum 6:1 in der 78. Minute.